# Windle (Motorradhersteller)
Windle war ein englischer Hersteller von Motorradgespannen für den Renneinsatz.
Das Unternehmen wurde von Terry Windle gegründet und stellte sowohl Formel-1-Gespanne mit Monocoque als auch Formel-2-Gespanne mit Rohrrahmen für den Einsatz im Amateursport, aber auch in der Motorrad-Weltmeisterschaft her. Nach insgesamt fünf gewonnenen Fahrerweltmeistertiteln zwischen 1977 und 2002 entschied sich Terry Windle am Ende des Jahres 2009 dazu, sich zurückzuziehen.
Der Name Windle wurde später von D&D Sidecars wieder aufgegriffen, die jedoch ausschließlich Rohrrahmen für F2-Gespanne herstellten.

## Gespann-Weltmeister auf Windle
Piloten auf Windle-Gespannen gewannen in der bis 1996 ausgetragenen Gespannweltmeisterschaft vier Titel. Im Seitenwagen-Weltcup, der seit der Herauslösung der Klasse aus der Weltmeisterschaft 1997 ausgetragen wird, siegte Windle einmal. In der Konstrukteursweltmeisterschaft der Motorrad-WM gewann der Hersteller 1995 und 1996 den Titel.
| Jahr | Fahrer / Beifahrer                              | Maschine                         |
| ---- | ----------------------------------------------- | -------------------------------- |
| 1977 | George O’Dell / Kenny Arthur bzw. Cliff Holland | Seymaz-Yamaha bzw. Windle-Yamaha |
| 1980 | Jock Taylor / Benga Johansson                   | Windle-Yamaha                    |
| 1995 | Darren Dixon / Andy Hetherington                | Windle-ADM                       |
| 1996 | Darren Dixon / Andy Hetherington                | Windle-ADM                       |
| 2002 | Steve Abbott / Jamie Biggs                      | Windle-Yamaha                    |